# Saint-Louis-du-Ha! Ha!
Saint-Louis-du-Ha! Ha! es un municipio del municipio regional de condado (MRC) de Témiscouata, en Quebec (Canadá), que se sitúa en la región administrativa de Bas-Saint-Laurent.

## Geografía
Saint-Louis-du-Ha! Ha! se halla sobre una colina de la meseta de los Apalaches, a 400 metros de altitud, a medio camino entre el río San Lorenzo y la frontera del Quebec con Nuevo Brunswick. Localizado al sureste de la Rivière-du-Loup, la municipalidad se sitúa sobre la carretera 185 entre Cabano y Saint-Honoré-de-Témiscouata. Allí se encuentran dos lagos: el lago Dole y el lago Savane.

## Origen del nombre
El origen del Ha! Ha! del nombre de esta municipalidad ha sido objeto de diversas interpretaciones, algunas de ellas bastante fantasiosas. Entre las hipótesis existentes, se ha llegado a afirmar que proviene del hurón o innu ahaha, que quiere decir camino, o incluso del amerindio hexcuewaska, que significa algo inesperado. Este último sentido está muy próximo al de otra interpretación de la misma fuente, la expresión Ah! Ah! que habrían lanzado de asombro los primeros viajeros en llegar al lago Témiscouata, asombrados por su belleza. La Comisión de toponimia del Quebec revela que en realidad, haha es un arcaísmo de la lengua francesa que designa una vía sin salida o un obstáculo inesperado. Era pues más bien el trayecto de 80 km que debían efectuar los viajeros en bote por el lago Témiscouata pasando por el territorio de la futura municipalidad el que habría dado, por deformación a lo largo del tiempo, este curioso topónimo a la municipalidad.
El Louis al cual hace referencia el nombre del pueblo no es menos polémico. Se han señalado tres orígenes: uno hace honor a Louis Marquis, uno de los primeros colonos de la región, otro sería Louis-Antoine Proulx (1810-1896), párroco de Pointe-du-Lac (1836-1840) y después de Rivière-du-Loup (1840-1854), pero la hipótesis más verosímil sería la referencia al abad Louis-Nicolas Bernier (1833-1914), párroco de Notre-Dame-du-Lac de 1867 a 1871 y de Sainte-Anne-de-la-Pointe-au-Père de 1895 a 1903.

## Actividades y atractivos
Hasta los años 1970, la agricultura era la principal actividad del lugar. Desde comienzos de los años 1980, el desarrollo del turismo y del veraneo ha permitido diversificar la economía local.
Hoy encontramos varios atractivos en esta pequeña municipalidad:
- El lago Dôle, un antiguo campo privado de caza y de pesca, también conocido como la Seigneurie de Thomas, es un lugar de veraneo que fue hecho público por el gobierno canadiense. Allí se ha acondicionado un cámping (el Camping des Huarts) y se pueden practicar actividades tales como la pesca, el baño y la excursión a pie.
- La estación científica del Bas-Saint-Laurent, ASTER (sitio web oficial), instalada allí desde 1976. Se trata de un centro de vulgarización científica donde se presentan exposiciones temporales y permanentes a los visitantes. Allí también se encuentra un observatorio astronómico. La estación obtuvo el Premio Michael Smith en 1997 por "su compromiso a la promoción de las ciencias y de las tecnologías". Allí se celebra anualmente un festival de las Perseidas.
- Un campo de golf, el Golf du Témis.
- La pista ciclista del Petit-Témis, que en invierno se convierte en una pista para las motos de nieve. Esta pista, que conecta Rivière-du-Loup con Edmundston en Nuevo Brunswick, fue incluida en 1999 a la Route verte, la red provincial de vías ciclistas.